# Srpska autonomna oblast
Srpska autonomna oblast (SAO) je naziv za srpske autonomne teritorijalne zajednice u SR Hrvatskoj i SR Bosni i Hercegovini, u toku procesa raspadanja SFR Jugoslavije. Iza osnivanja SAO-i stajala je Srpska demokratska stranka u SR Hrvatskoj i u SR Bosni i Hercegovini. 

## Hrvatska
U SR Hrvatskoj su osnovane tri Srpske autonomne oblasti:
- SAO Krajina, osnovana 21. decembra 1990. godine. Glavni grad joj je bio Knin, a obuhvatala je područja severne Dalmacije, Like, Korduna i Banije.
- SAO Zapadna Slavonija, osnovana 16. avgusta 1991. godine, sa glavnim gradom u Okučanima.
- SAO Istočna Slavonija, Baranja i Zapadni Srem, osnovana 25. avgusta 1991. godine, sa prestonicom u Erdutu, a kasnije u Vukovaru.

Krajem 1991. godine, sve SAO u SR Hrvatskoj su se ujedinile u Republiku Srpsku Krajinu. 
- Srpske autonomne oblasti u Hrvatskoj, 1991.

## Bosna i Hercegovina
Na isti način kao u SR Hrvatskoj, tokom 1991. godine i u SR Bosni i Hercegovini oformljene su srpske autonomne oblasti, i to:
- Autonomna Oblast Krajina, sa centrom u Banja Luci. Formirana je u aprilu 1991. godine. U septembru 1991. je promenila ime u SAO Bosanska Krajina.
- SAO Severoistočna Bosna, sa centrom u Bijeljini. Formirana je u septembru 1991. godine. U novembru iste godine promenila je ime u SAO Semberija, a u decembru u SAO Semberija i Majevica.
- SAO Romanija, sa centrom na Palama. Formirana je u septembru 1991. godine. U novembru 1991. transformisana u SAO Romanija-Birač, u koju je uključena i oblast SAO Birač.
- SAO Hercegovina ili SAO Istočna Hercegovina, sa centrom u Bileći. Formirana je u septembru 1991. godine.
- SAO Severna Bosna ili SAO Ozren-Posavina, sa centrom u Doboju. Formirana je u novembru 1991. godine.
- SAO Birač, formirana u novembru 1991. i istog meseca uključena u SAO Romanija-Birač.

Ove oblasti su se 9. januara 1992. godine ujedinile u Srpsku Republiku Bosnu i Hercegovinu.
- Srpske autonomne oblasti u BIH, septembar 1991.
- Srpske autonomne oblasti u BIH, oktobar 1991.
- Srpske autonomne oblasti u BIH, novembar 1991.
- Srpske autonomne oblasti u BIH, novembar 1991.

## Literatura
- Thomas, Nigel; Mikulan, Krunoslav (25. 4. 2006). The Yugoslav Wars (1): Slovenia and Croatia 1991-95. Bloomsbury USA. ISBN 978-1-84176-963-9.
- Thomas, Nigel; Mikulan, Krunoslav (28. 11. 2006). The Yugoslav Wars (2): Bosnia, Kosovo and Macedonia 1992 - 2001. Bloomsbury USA. ISBN 978-1-84176-964-6.